# Seleção Mauriciana de Voleibol Feminino
A seleção mauriciana de voleibol feminino é uma equipe do continente africano, composta pelas melhores jogadoras de voleibol da Maurícia. É mantida pela Associação Mauriciana de Voleibol (MVA). Encontra-se na 115ª posição do ranking mundial da FIVB segundo dados de setembro de 2021.